# Ellipeia
Ellipeia é um género botânico pertencente à família Annonaceae.